# Świdnik (powiat nowosądecki)
Świdnik – wieś w Polsce położona w województwie małopolskim, w powiecie nowosądeckim, w gminie Łososina Dolna.
W latach 1975–1998 miejscowość należała administracyjnie do województwa nowosądeckiego.

## Położenie
Miejscowość położona jest w Beskidzie Wyspowym, w północno-wschodniej części Pasma Łososińskiego, na stokach jego wzniesień: Jodłowiec Wielki (482 m), Rachów (377 m) i Chełm (793 m). Wschodnie obrzeża miejscowości opadają do Jeziora Rożnowskiego. Z miejscowości spływają w przeciwnych kierunkach dwa potoki; jeden jest prawym dopływem rzeki Łososina, drugi (Świdnik), uchodzi do Jeziora Rożnowskiego. Przez miejscowość przechodzi droga krajowa nr 75.

## Urodzeni w Świdniku
- Jakub Stosur